# Аркус косинус хиперболични
Аркус косинус хиперболични је монотоно растућа функција, чији домен узима вредности [1,∞) а кодомен (0,∞). Дефинише се као:
{\displaystyle \operatorname {arccosh} \;x=\operatorname {cosh} ^{-1}x=\log(x+{\sqrt {x-1}}{\sqrt {x+1}})}
Функција је конвексна, нема превоја ни асимтота, а апсолутни минимум јој је нула у тачки 1, x-осе.